# Estadio Jorge «Calero» Suárez
El Estadio Jorge «Calero» Suárez, es un estadio ubicado en la ciudad de Metapán, es el estadio más grande de esta ciudad y es utilizado en su mayoría para partidos de fútbol, es la sede del equipo Asociación Deportiva Isidro Metapán de la Liga Indes, ha sido remodelado varias veces para ser autorizado para los juegos de la Concacaf, con los partidos de Asociación Deportiva Isidro Metapán.

## Inauguración
El modesto estadio se construyó a principio de los 40 y fue hasta 1995, el alcalde municipal de aquella época, se propuso remodelar el estadio y renombrarlo. Después de su construcción en 1996, se rindió un homenaje al portero metapaneco con el cual fue nombrado el estadio y su posterior inauguración.

## Historia
El estadio de Metapán «Jorge 'Calero' Suárez Landaverde» Lleva el nombre del exportero de la selección de los años 70, Jorge Suárez Landaverde. «Los Sauces» fue el primer nombre de la cancha municipal de la ciudad de Metapán, en honor a la cantidad de árboles de esa familia que había en los alrededores del terreno polvoso. Sesenta años atrás, allá por la década de los 40. El Isidro Menéndez, luego junto al Metapán, tenía su localidad en esta cancha. 
En 1995, un regidor del gobierno municipal en turno propuso cambiarle el nombre. Se dijo que podría llevar el nombre del portero, máximo representante del fútbol metapaneco. Fue así como en 1996, tras la conclusión de la obra -que incluía los graderíos del costado oriente y el techado- se le dio un homenaje en vida al que fuera seleccionado nacional y militante de varios equipos nacionales, guatemaltecos y hasta canadienses.
Hasta la fecha, al estadio se le conoce así con el nombre del 'Calero' Suárez. Entre el descanso de las temporadas 1999-2000 y 2000-2001 cuando Isidro Metapán estaba en la Liga de Ascenso, permitió que la propuesta del alcalde, Gumersindo Landaverde, inclúyese como principales puntos el engramillado e iluminación del estadio. A finales de ese año, el engramillado y la iluminación fueron gestadas por el anterior gobierno edilicio de Metapán.
A finales de 2010 y comienzos de 2011 se realizaron las últimas remodelaciones y adecuaciones a las luces del estadio para que CONCACAF lo avalara para la realización de partidos de la Liga de Campeones de Concacaf, donde logró ser aprobado para ser localía de los "cementeros" en la temporada 2011-2012.
A mediados de 2012 se tomó la decisión de hacer ciertas remodelaciones en el estadio incluyendo una ampliación de la cancha y mejoras en iluminación, para poder mantenerse sobre los estándares de CONCACAF y poder disponer del estadio durante torneos internacionales en la siguiente edición; comenzando dichos trabajos al concluir el Torneo Clausura terminado a comienzos de julio de ese año, sin embargo la CONCACAF en su comunicado afirmó que el escenario bajo los nuevos estándares establecidos no cumple con las medidas mínimas de terreno de juego para competiciones regionales, por lo cual el equipo «calero» tuvo que disputar sus partidos en la Liga de Campeones, en el Estadio Cuscatlan ubicado en la ciudad capital de El Salvador.
A mediados de 2015 la municipalidad metapaneca decide echar a andar un proyecto de ampliación en el terreno de juego para cumplir así con las exigencias de CONCACAF para los escenarios deportivos que participen en el principal torneo regional de clubes, y esperando que el «Estadio Calero» sea la sede de Isidro Metapán para la temporada 2015-2016.

## Instalaciones y capacidad
Tiene una capacidad para albergar a 4000 personas aproximadamente, siendo el cuarto estadio más grande de Occidente, superado únicamente por el Oscar Quiteño (17.500) de Santa Ana, Estadio Once Lobos (8000), de Chalchuapa, y Estadio Simeón Magaña (5000) de Ahuachapán. En su última remodelación (entre 2014 y 2015) se ampliaron las medidas del terreno de juego, esto por exigencias de las autoridades regionales para la disputa del torneo de Liga de Campeones de la CONCACAF, lo que obligó a prescindir de la gradería ubicada al costado norte del escenario metapaneco, lo cual redujo su capacidad anterior. Es hoy por hoy uno de los cuatro estadios autorizados en El Salvador para albergar eventos internacionales de fútbol avalados por la CONCACAF y la FIFA.
- El estadio cuenta con cuatro torres de iluminación
- Cabinas de radio
- Nuevos camerinos
- Nuevos baños
- Pintura interior y exterior
- Muro perimetral